# Robert-Cliche
Robert-Cliche – regionalna gmina hrabstwa (MRC) w regionie administracyjnym Chaudière-Appalaches prowincji Quebec, w Kanadzie. Stolicą jest miasto Beauceville. Składa się z 10 gmin: 2 miast, 3 gmin, 1 wsi i 4 parafii.
Robert-Cliche ma 19 288 mieszkańców. Język francuski jest językiem ojczystym dla 99,1%, angielski dla 0,7% mieszkańców (2011).